# Nati nel 1972/Giugno
| Questa pagina contiene informazioni ricavate automaticamente dalle voci biografiche con l'ausilio del template Bio e di un bot. L'aggiornamento è periodico e automatico e ricostruisce completamente la pagina. Se manca una persona in questa lista, sei pregato di non aggiungerla, ma accertati piuttosto che la sua voce biografica contenga il template Bio e che i dati anagrafici siano correttamente compilati. Se il template Bio manca, inseriscilo tu stesso o, in alternativa, metti l'avviso {{tmp\|Bio}} che ne segnala la mancanza. Se i dati riportati sono sbagliati, correggi direttamente la voce biografica; le modifiche saranno visibili in questa lista entro pochi giorni. Per chiarimenti vedi il progetto biografie. La lista contiene solo le 290 persone che sono citate nell'enciclopedia e per le quali è stato implementato correttamente il template Bio. Pagina aggiornata al 2 ago 2025. |

- 1º giugno - Mokhtar Belmokhtar, guerrigliero e terrorista algerino († 2016)
- 1º giugno - Daniel Casey, attore britannico
- 1º giugno - Ascanio Celestini, attore teatrale, regista cinematografico e scrittore italiano
- 1º giugno - Saverio Coltellacci, ex cestista italiano
- 1º giugno - Mike Dunham, allenatore di hockey su ghiaccio e ex hockeista su ghiaccio statunitense
- 1º giugno - Robert Gitelman, disc-jockey israeliano
- 1º giugno - Rick Gomez, attore statunitense
- 1º giugno - Miroslav König, ex calciatore slovacco
- 1º giugno - Shae Marks, modella e attrice statunitense
- 1º giugno - Natal'ja Meščerjakova, ex nuotatrice sovietica
- 1º giugno - Mindy Smith, cantautrice statunitense
- 1º giugno - Yumi Tōmei, ex calciatrice giapponese
- 2 giugno - Mark Beaumont, critico musicale e giornalista inglese
- 2 giugno - Wayne Brady, comico, conduttore televisivo e attore statunitense
- 2 giugno - David Collins, politico, calciatore e cestista gilbertese
- 2 giugno - Alessandra Facchinetti, stilista italiana
- 2 giugno - Zak Ibsen, ex calciatore statunitense
- 2 giugno - Kacjaryna Karstėn, canottiera bielorussa
- 2 giugno - John McGreal, allenatore di calcio e ex calciatore inglese
- 2 giugno - Wentworth Miller, attore e sceneggiatore statunitense
- 2 giugno - Xavier Soria, ex calciatore andorrano
- 2 giugno - Marijo Tot, allenatore di calcio e ex calciatore croato
- 2 giugno - Vincenzo Trione, saggista, storico e critico d'arte italiano
- 2 giugno - Carlo Virzì, musicista, regista e sceneggiatore italiano
- 2 giugno - Tigran Yesayan, ex calciatore armeno
- 2 giugno - Zhu Qi, ex calciatore e ex giocatore di calcio a 5 cinese
- 3 giugno - Mara Bizzotto, politica italiana
- 3 giugno - Rossano Brasi, ex pistard e ciclista su strada italiano
- 3 giugno - Julie Gayet, attrice francese
- 3 giugno - Michela Murgia, scrittrice, drammaturga e conduttrice televisiva italiana († 2023)
- 3 giugno - Matt Pike, cantante e chitarrista statunitense
- 3 giugno - Sandra Reymond, ex sciatrice alpina svizzera
- 3 giugno - Oliver Strangfeld, ex pentatleta tedesco
- 3 giugno - Paul Trollope, allenatore di calcio e ex calciatore gallese
- 4 giugno - Linda Batista, attrice brasiliana
- 4 giugno - Roberto Berardi, politico italiano
- 4 giugno - Nikka Costa, cantante statunitense
- 4 giugno - Joe Hill, scrittore e fumettista statunitense
- 4 giugno - György Kolonics, canoista ungherese († 2008)
- 4 giugno - Arnauld Mercier, allenatore di calcio e ex calciatore francese
- 4 giugno - Freddy Navarrete, ex cestista uruguaiano
- 4 giugno - Pif, conduttore televisivo, autore televisivo e sceneggiatore italiano
- 4 giugno - Henna Virkkunen, politica finlandese
- 4 giugno - Gary Weeks, attore, sceneggiatore e produttore cinematografico statunitense
- 4 giugno - Leticia Wierzchowski, scrittrice e sceneggiatrice brasiliana
- 4 giugno - Kagari Yamada, ex cestista e allenatrice di pallacanestro giapponese
- 4 giugno - Ysa Ferrer, cantante e attrice francese
- 5 giugno - Mike Bucci, wrestler statunitense
- 5 giugno - Sophie Dusautoir Bertrand, scialpinista andorrana
- 5 giugno - Johan Kobborg, ballerino, coreografo e direttore artistico danese
- 5 giugno - Amy Kohn, compositrice, cantautrice e pianista statunitense
- 5 giugno - Jurij Mel'ničenko, ex lottatore kazako
- 5 giugno - Rosario Palazzolo, scrittore, attore e regista teatrale italiano
- 5 giugno - Toni Pearen, cantante e attrice australiana
- 6 giugno - Luis Cembranos, allenatore di calcio e ex calciatore svizzero
- 6 giugno - Massimo Coppola, autore televisivo, editore e regista italiano
- 6 giugno - Óscar Díaz, ex calciatore colombiano
- 6 giugno - Travis Jones, allenatore di football americano statunitense
- 6 giugno - Noriaki Kasai, saltatore con gli sci giapponese
- 6 giugno - Frankie King, ex cestista statunitense
- 6 giugno - Marko Kiprusoff, allenatore di hockey su ghiaccio e ex hockeista su ghiaccio finlandese
- 6 giugno - Natalie Morales, giornalista statunitense
- 6 giugno - Purificación Ortiz, ex atleta paralimpica spagnola
- 6 giugno - Maurizio Prollo, attore italiano
- 6 giugno - Cristina Scabbia, cantante italiana
- 6 giugno - James Scott, ex cestista statunitense
- 7 giugno - Jean-Guillaume Bart, ex ballerino e coreografo francese
- 7 giugno - Linda Kvam, cantante norvegese
- 7 giugno - Ben R. Luján, politico statunitense
- 7 giugno - Edison Maldonado, ex calciatore ecuadoriano
- 7 giugno - Karl Urban, attore neozelandese
- 7 giugno - Maarika Võsu, schermitrice estone
- 7 giugno - Bart van Es, scrittore olandese
- 8 giugno - Robel Bernárdez, ex calciatore honduregno
- 8 giugno - Federica Fratoni, politica italiana
- 8 giugno - Toby Gard, autore di videogiochi britannico
- 8 giugno - Marvin Jones, ex giocatore di football americano e allenatore di football americano statunitense
- 8 giugno - Christian Mayrleb, allenatore di calcio e ex calciatore austriaco
- 8 giugno - Roosevelt Skerrit, politico dominicense
- 8 giugno - Tron, hacker tedesco († 1998)
- 9 giugno - Sandro Cois, ex calciatore italiano
- 9 giugno - Pierroberto Folgiero, dirigente d'azienda e dirigente pubblico italiano
- 9 giugno - Michele Governatori, scrittore italiano
- 9 giugno - Beat Marti, attore e imprenditore svizzero
- 9 giugno - Franko Nakić, ex cestista croato
- 9 giugno - Volodymyr Polikarpenko, triatleta ucraino
- 9 giugno - Wes Scantlin, cantante e chitarrista statunitense
- 10 giugno - Angella Ahn, violinista e modella sudcoreana
- 10 giugno - Denis Amici, politico sammarinese
- 10 giugno - Matthew Breeze, ex arbitro di calcio australiano
- 10 giugno - Sebastián Ginóbili, allenatore di pallacanestro e ex cestista argentino
- 10 giugno - Uvis Helmanis, allenatore di pallacanestro e ex cestista lettone
- 10 giugno - Dirk Hillbrecht, politico tedesco
- 10 giugno - Sundar Pichai, dirigente d'azienda indiano
- 10 giugno - Mattia Torre, sceneggiatore, commediografo e regista italiano († 2019)
- 10 giugno - Paolo Valore, filosofo italiano
- 10 giugno - Renata Vasconcellos, giornalista e conduttrice televisiva brasiliana
- 10 giugno - Francisco Aníbio da Silva Costa, ex giocatore di calcio a 5 brasiliano
- 10 giugno - Radmila Šekerinska, politica macedone
- 11 giugno - Massimo Bagnato, comico e personaggio televisivo italiano
- 11 giugno - Mirco Crepaldi, ciclista su strada italiano († 2019)
- 11 giugno - Alessandro Mazzoli, politico italiano
- 11 giugno - Jasen Mesić, politico croato
- 12 giugno - Bounty Killer, cantante giamaicano
- 12 giugno - Carlos Miguel, ex calciatore brasiliano
- 12 giugno - Gianmarco Corbetta, politico italiano
- 12 giugno - Jack Doan, personaggio televisivo statunitense
- 12 giugno - Michele Laddomada, ex ciclista su strada italiano
- 12 giugno - Inger Miller, ex velocista statunitense
- 12 giugno - Amir Muchtary, ex cestista israeliano
- 12 giugno - Aoi Nanase, fumettista giapponese
- 12 giugno - Roger Sandberg, allenatore di calcio e ex calciatore svedese
- 13 giugno - Enes Demirović, ex calciatore bosniaco
- 13 giugno - Stig Johansen, ex calciatore norvegese
- 13 giugno - Kristjan Järvi, compositore, pianista e direttore d'orchestra estone
- 13 giugno - Natalie MacMaster, musicista canadese
- 13 giugno - Stefano Rajola, ex cestista e allenatore di pallacanestro italiano
- 13 giugno - Ufuk Sarıca, allenatore di pallacanestro e ex cestista turco
- 13 giugno - Daniela Veronesi, ex ciclista su strada e mountain biker sammarinese
- 14 giugno - Rick Brunson, ex cestista, allenatore di pallacanestro e dirigente sportivo statunitense
- 14 giugno - Lia Capizzi, giornalista, conduttrice televisiva e conduttrice radiofonica italiana
- 14 giugno - Matthias Ettrich, informatico tedesco
- 14 giugno - Stefano Fantinel, imprenditore italiano
- 14 giugno - Luca Farinotti, scrittore, saggista e poeta italiano
- 14 giugno - Ana Fáez, schermitrice cubana
- 14 giugno - Alessandro Manetti, allenatore di calcio e ex calciatore italiano
- 14 giugno - Danny McFarlane, ostacolista e velocista giamaicano
- 14 giugno - Timothy O'Shannessey, ex pistard australiano
- 14 giugno - Peter Pen, allenatore di sci alpino e ex sciatore alpino sloveno
- 14 giugno - Jamil Sadegholvaad, politico italiano
- 14 giugno - Steffen Sartor, ex slittinista tedesco
- 14 giugno - Moustapha Sonko, ex cestista francese
- 14 giugno - Adrian Tchaikovsky, scrittore britannico
- 15 giugno - Angela Adamoli, ex cestista e allenatrice di pallacanestro italiana
- 15 giugno - Rachel Brice, ballerina e coreografa statunitense
- 15 giugno - Luis Alberto Carranza, ex calciatore argentino
- 15 giugno - Davide Carta, ex pattinatore di velocità su ghiaccio italiano
- 15 giugno - Marcus Hahnemann, ex calciatore statunitense
- 15 giugno - Justin Leonard, golfista statunitense
- 15 giugno - Poppy Montgomery, attrice australiana
- 15 giugno - Andrea Ra, cantautore e bassista italiano
- 15 giugno - Carl Thomas, cantautore statunitense
- 16 giugno - Olena Antonova, ex discobola ucraina
- 16 giugno - John Cho, attore e musicista statunitense
- 16 giugno - Deborah Chow, regista e produttrice televisiva canadese
- 16 giugno - Pierluigi Corellas, allenatore di calcio e ex calciatore italiano
- 16 giugno - Cristiano Grappasonni, ex cestista e dirigente sportivo italiano
- 16 giugno - Bo Hansen, ex calciatore danese
- 16 giugno - Ulf Kämpfer, politico tedesco
- 16 giugno - Kiko Loureiro, chitarrista brasiliano
- 16 giugno - Barak Peleg, ex cestista e allenatore di pallacanestro israeliano
- 16 giugno - Shawnelle Scott, ex cestista statunitense
- 16 giugno - Andrzej Stefanek, ex pentatleta polacco
- 16 giugno - Andy Weir, scrittore e programmatore statunitense
- 17 giugno - Dan Burincă, ex ginnasta rumeno
- 17 giugno - Zafar Guliev, ex lottatore russo
- 17 giugno - Bjørn Tore Kvarme, procuratore sportivo e ex calciatore norvegese
- 17 giugno - Markus López, ex calciatore messicano
- 17 giugno - Umberto Pirrone, ex lottatore italiano
- 17 giugno - Cristina Plevani, personaggio televisivo e conduttrice radiofonica italiana
- 17 giugno - Rikrok, cantante britannico
- 17 giugno - Julie Smith, ex schermitrice statunitense
- 17 giugno - Dževad Turković, ex calciatore croato
- 17 giugno - Iztok Čop, ex canottiere sloveno
- 17 giugno - Michał Żebrowski, attore polacco
- 18 giugno - Oksana Byčkova, regista russa
- 18 giugno - Ondrej Debnár, ex calciatore slovacco
- 18 giugno - Jorge Núñez Piris, ex atleta paralimpico spagnolo
- 18 giugno - Taiwo Rafiu, ex cestista nigeriana
- 18 giugno - Antonio Sconziano, ex calciatore italiano
- 18 giugno - Anu Tali, direttrice d'orchestra estone
- 18 giugno - Infernus, chitarrista norvegese
- 18 giugno - Michal Yannai, attrice, conduttrice televisiva e doppiatrice israeliana
- 19 giugno - Rayveness, attrice pornografica statunitense
- 19 giugno - Nicola Celio, ex hockeista su ghiaccio svizzero
- 19 giugno - Jean Dujardin, attore e comico francese
- 19 giugno - Dagur B. Eggertsson, politico islandese
- 19 giugno - Myroslava Gongadze, giornalista ucraina
- 19 giugno - Dennis Lyxzén, cantante e produttore discografico svedese
- 19 giugno - Il'ja Markov, ex marciatore russo
- 19 giugno - Brian McBride, dirigente sportivo e ex calciatore statunitense
- 19 giugno - Giampaolo Musumeci, giornalista, fotografo e scrittore italiano
- 19 giugno - Robin Tunney, attrice statunitense
- 20 giugno - Alexīs Alexoudīs, ex calciatore greco
- 20 giugno - Stéphan Guérin-Tillié, attore, regista e sceneggiatore francese
- 20 giugno - Marie Guillard, attrice francese
- 20 giugno - Grégoire Hetzel, compositore francese
- 20 giugno - Sarah Marquis, avventuriera, esploratrice e scrittrice svizzera
- 20 giugno - Piotr Reiss, ex calciatore polacco
- 20 giugno - Craig Thomson, ex arbitro di calcio scozzese
- 20 giugno - Tom Van Dyck, attore, conduttore televisivo e regista belga
- 21 giugno - Benjamin Byron Davis, attore statunitense
- 21 giugno - Serena Daolio, soprano italiano
- 21 giugno - Neil Doak, crickettista, rugbista a 15 e allenatore di rugby a 15 irlandese
- 21 giugno - Corrado Miglietta, ex pallamanista italiano
- 21 giugno - Billy Milner, ex giocatore di football americano statunitense
- 21 giugno - Allison Moorer, cantautrice e musicista statunitense
- 21 giugno - Antonio Piromalli, mafioso italiano
- 21 giugno - Heinrich Rupp, ex sciatore alpino svizzero
- 21 giugno - Serhat Tutumluer, attore turco
- 22 giugno - Isabelle Adriani, attrice italiana
- 22 giugno - Stefano Alessandroni, attore e doppiatore italiano
- 22 giugno - Dariusz Baranowski, ex ciclista su strada polacco
- 22 giugno - Michele Canova Iorfida, produttore discografico e arrangiatore italiano
- 22 giugno - Elena Donazzan, politica italiana
- 22 giugno - Shigeki Kurata, ex calciatore giapponese
- 22 giugno - Karl Heinz Molling, ex sciatore alpino e sciatore freestyle italiano
- 22 giugno - Emanuele Filiberto di Savoia, personaggio televisivo italiano
- 22 giugno - Edmunds Valeiko, ex cestista e allenatore di pallacanestro lettone
- 22 giugno - Stephan Vuckovic, triatleta tedesco
- 23 giugno - Selma Blair, attrice statunitense
- 23 giugno - Anna Croci, ex danzatrice su ghiaccio italiana
- 23 giugno - Federica De Denaro, giornalista e conduttrice televisiva italiana
- 23 giugno - Marija Grozdeva, tiratrice a segno bulgara
- 23 giugno - Alberto Malusci, ex calciatore italiano
- 23 giugno - Joe McNaull, ex cestista statunitense
- 23 giugno - Gō Ōiwa, allenatore di calcio e ex calciatore giapponese
- 23 giugno - Noureddine Ould Ali, allenatore di calcio algerino
- 23 giugno - Sacha Schneider, ex calciatore lussemburghese
- 23 giugno - Claudio Sciarrone, fumettista italiano
- 23 giugno - Fabio Volo, scrittore, sceneggiatore e conduttore televisivo italiano
- 23 giugno - Larry Whigham, ex giocatore di football americano statunitense
- 23 giugno - Zinédine Zidane, dirigente sportivo, allenatore di calcio e ex calciatore francese
- 24 giugno - Mads Brügger, giornalista, conduttore televisivo e regista danese
- 24 giugno - Paulo Cabral, ex calciatore portoghese
- 24 giugno - Emanuele Crestini, politico italiano († 2019)
- 24 giugno - Kim Yeo-jin, attrice e attivista sudcoreana
- 24 giugno - Lucian Marinescu, procuratore sportivo e ex calciatore rumeno
- 24 giugno - Robbie McEwen, ex ciclista su strada australiano
- 24 giugno - Stefano Zavka, alpinista italiano († 2007)
- 24 giugno - Denis Žvegelj, ex canottiere sloveno
- 25 giugno - Pablo Caballero Cáceres, ex calciatore paraguaiano
- 25 giugno - Saif al-Islam Gheddafi, politico libico
- 25 giugno - Wangechi Mutu, artista keniana
- 25 giugno - Cyrille Watier, ex calciatore francese
- 25 giugno - Haluk Yıldırım, ex cestista turco
- 26 giugno - Faiq Cabbarov, ex calciatore azero
- 26 giugno - Garou, cantante canadese
- 26 giugno - Kōji Seki, ex calciatore giapponese
- 26 giugno - Asako Tajimi, ex pallavolista giapponese
- 26 giugno - Jai Taurima, ex lunghista australiano
- 27 giugno - Cass Bauer, ex cestista statunitense
- 27 giugno - Derek Cameron, attore pornografico statunitense
- 27 giugno - Víctor Cancino, ex calciatore cileno
- 27 giugno - Cazwell, rapper statunitense
- 27 giugno - Cristián Cuturrufo, trombettista cileno († 2021)
- 27 giugno - Marco Della Vedova, ex ciclista su strada italiano
- 27 giugno - Simona Galassi, pugile italiana
- 27 giugno - Hendrawan, ex giocatore di badminton indonesiano
- 27 giugno - Christian Kane, attore e cantautore statunitense
- 27 giugno - Armin Kerer, ex giavellottista italiano
- 27 giugno - Steve Payne, ex cestista statunitense
- 28 giugno - Piero Ausilio, dirigente sportivo italiano
- 28 giugno - Hédi Berkhissa, calciatore tunisino († 1997)
- 28 giugno - Cale Boyter, produttore cinematografico statunitense
- 28 giugno - Marija Butyrskaja, ex pattinatrice artistica su ghiaccio russa
- 28 giugno - Massimo Dedo, musicista, polistrumentista e cantautore italiano
- 28 giugno - Darcie Dohnal, ex pattinatrice di short track statunitense
- 28 giugno - Julie Doiron, cantautrice canadese
- 28 giugno - Óscar Esquivias, scrittore spagnolo
- 28 giugno - Brendan Hunt, attore e doppiatore statunitense
- 28 giugno - Dave Hyatt, programmatore statunitense
- 28 giugno - Eugene McManus, pilota motociclistico britannico
- 28 giugno - Mark Merklein, allenatore di tennis e ex tennista bahamense
- 28 giugno - Ngô Bảo Châu, matematico vietnamita
- 28 giugno - Alessandro Nivola, attore statunitense
- 28 giugno - Cristiano Pavone, ex calciatore e giocatore di beach soccer italiano
- 28 giugno - Bogdan Rath, ex pallanuotista rumeno
- 28 giugno - Jorge San Esteban, ex calciatore e allenatore di calcio argentino
- 28 giugno - Andrea Slošiarová, ex cestista slovacca
- 29 giugno - Nobuharu Asahara, ex velocista e lunghista giapponese
- 29 giugno - Pierpaolo Benigni, attore italiano
- 29 giugno - Rosa Caracciolo, ex modella e ex attrice pornografica ungherese
- 29 giugno - Daniel Isăilă, allenatore di calcio e ex calciatore rumeno
- 29 giugno - Lee Chul-seung, tennistavolista sudcoreano
- 29 giugno - Ana Mendes Godinho, giurista e politica portoghese
- 29 giugno - Cristina Pîrv, ex pallavolista rumena
- 29 giugno - Matteo Righetto, scrittore italiano
- 29 giugno - DJ Shadow, produttore discografico, beatmaker e disc jockey statunitense
- 29 giugno - Samantha Smith, attivista e attrice statunitense († 1985)
- 29 giugno - Sakis Tolis, chitarrista e cantante greco
- 29 giugno - Glen Whisby, cestista e allenatore di pallacanestro statunitense († 2017)
- 29 giugno - Chloë des Lysses, fotografa, giornalista e ex attrice pornografica francese
- 30 giugno - Espen Bjervig, ex fondista norvegese
- 30 giugno - Deborah Ciccorelli, doppiatrice e direttrice del doppiaggio italiana
- 30 giugno - Joona Laukka, ex ciclista su strada finlandese
- 30 giugno - Ramon Menezes, allenatore di calcio e ex calciatore brasiliano
- 30 giugno - Molly Parker, attrice canadese
- 30 giugno - Lee Power, ex calciatore irlandese
- 30 giugno - Nadja Röthlisberger, giocatrice di curling svizzera († 2015)